# 국가지원지방도 제39호선
국가지원지방도 제39호선은 경기도 양주시 장흥면 부곡리에서 경기도 동두천시 동두천동을 잇는 대한민국의 국가지원지방도이다.
본래 국도 제39호선을 동두천시까지 연장하기 위해 지정된 도로였으나 이 계획이 국가지원지방도로 전환되면서 국가지원지방도가 되었다. 초창기 계획대로 동두천시까지 노선 지정이 되어 있지만 실제 노선은 모두 양주시 구간에 한해 존재하며, 동두천시 구간은 개설되지 않았다.

## 역사
본래 1994년 국도 제39호선의 종점을 의정부에서 동두천으로 연장하는 계획에 따라 포함되었던 구간으로 국도 제39호선으로 예정되어 있었으나 국가 재정 부족으로 국도로 지정되지 못하고 국가지원지방도 제39호선으로 지정되었다. 2012년 기점을 의정부에서 양주로 단축하면서 지금과 같은 노선이 되었다.
- 1996년 7월 19일: 경기도 의정부시 ~ 동두천시 구간을 국가지원지방도 제39호선 의정부 ~ 동두천선으로 지정[1]
- 2012년 1월 26일 : 기점을 경기도 의정부시에서 양주시로 단축하면서 국가지원지방도 제39호 양주 ~ 동두천선으로 변경[2]
- 2012년 12월 5일 : 양주시 백석읍 홍죽리 1.7 km 구간 개통[3]

## 주요 경유지
- 경기도
  - 양주시 (장흥면 - 백석읍 - 광적면 - 남면 - 은현면) - 동두천시 (상패동 - 안흥동)

## 노선
| 이름                    | 접속 노선                                           | 소재지   | 소재지                                                 | 비고                    |
| ----------------------- | --------------------------------------------------- | -------- | ------------------------------------------------------ | ----------------------- |
| (울대교 남단)           | 호국로                                              | 양주시   | 장흥면                                                 | 기점                    |
| 울대교 부곡교 장천교    |                                                     | 양주시   | 장흥면                                                 |                         |
| 부곡 교차로             | 국도 제39호선 (신호국로)                            | 양주시   | 장흥면                                                 |                         |
| 부곡3새마을교 가마교    |                                                     | 양주시   | 장흥면                                                 |                         |
| 석현삼거리              | 지방도 제371호선 (권율로)                           | 양주시   | 장흥면                                                 | 지방도 제371호선과 중복 |
| 말머리고개 (말부리고개) |                                                     | 양주시   | 장흥면                                                 | 지방도 제371호선과 중복 |
|                         | 백석읍                                              | 양주시   |                                                        | 지방도 제371호선과 중복 |
| (기산저수지)            | 국가지원지방도 제98호선 (기산로)                    | 양주시   | 국가지원지방도 제98호선과 중복 지방도 제371호선과 중복 |                         |
| 소사고개                |                                                     | 양주시   | 국가지원지방도 제98호선과 중복 지방도 제371호선과 중복 |                         |
| 홍죽삼거리              | 양주산성로                                          | 양주시   | 국가지원지방도 제98호선과 중복 지방도 제371호선과 중복 |                         |
| 홍죽 교차로             | 연곡로                                              | 양주시   | 국가지원지방도 제98호선과 중복 지방도 제371호선과 중복 |                         |
| 단촌삼거리              | 국가지원지방도 제98호선 (중앙로)                    | 양주시   | 국가지원지방도 제98호선과 중복 지방도 제371호선과 중복 |                         |
| 백석교                  |                                                     | 양주시   | 지방도 제371호선과 중복                                |                         |
| 백석교                  | 광적면                                              | 양주시   | 지방도 제371호선과 중복                                |                         |
| 문예회관삼거리          | 부흥로618번길                                       | 양주시   | 지방도 제371호선과 중복                                |                         |
| 대성빌라사거리          | 지방도 제360호선 (부흥로)                           | 양주시   | 지방도 제360, 371호선과 중복                           |                         |
| 조양중학교 가납초등학교 |                                                     | 양주시   | 지방도 제360, 371호선과 중복                           |                         |
| 가납사거리              | 지방도 제360호선 (부흥로) 지방도 제371호선 (광적로) | 양주시   | 지방도 제360, 371호선과 중복                           |                         |
| 승리교사거리            | 가래비길                                            | 양주시   |                                                        |                         |
| 석우교                  |                                                     | 양주시   |                                                        |                         |
| 서양주 나들목           | 400호선 수도권제2순환고속도로                       | 양주시   |                                                        |                         |
| 경신 교차로             | 현석로                                              | 양주시   | 남면                                                   |                         |
| 비석삼거리              | 삼일로485번길                                       | 양주시   | 남면                                                   |                         |
| 경신교                  |                                                     | 양주시   | 남면                                                   |                         |
| 상수4 교차로            | 국가지원지방도 제56호선 (화합로)                    | 양주시   | 남면                                                   |                         |
| (입암2리)               |                                                     | 양주시   | 남면                                                   |                         |
| (입암1리)               |                                                     | 양주시   | 남면                                                   | 미개통                  |
| 한산리                  |                                                     | 양주시   | 남면                                                   | 미개통                  |
| 봉암리                  | 지방도 제375호선 (은현로)                           | 양주시   | 은현면                                                 | 미개통                  |
| 봉암리                  | 지방도 제364호선 (삼육사로)                         | 양주시   | 은현면                                                 | 미개통                  |
| 안흥동                  |                                                     | 동두천시 | 소요동                                                 | 미개통                  |
| 안흥교                  |                                                     | 동두천시 | 소요동                                                 | 미개통                  |
| 소요동 행정복지센터     | 국도 제3호선 (평화로)                               | 동두천시 | 소요동                                                 | 종점                    |

## 도로명
- 양주시 장흥면 (울대교 남단) ~ 석현삼거리 : 가마골로
- 양주시 장흥면 석현삼거리 ~ 광적면 대성빌라사거리 : 권율로
- 양주시 광적면 대성빌라사거리 ~ 가납사거리 : 부흥로
- 양주시 광적면 가납사거리 ~ 남면 입암2리 : 삼일로

## 같이 보기
- 국도 제39호선